# Bahnitz
Bahnitz ist ein Ortsteil der Gemeinde Milower Land im Landkreis Havelland in Brandenburg, (Deutschland).

## Geografie
Das Dorf Bahnitz liegt am Westufer der Havel im Westen des Landes Brandenburg.

## Geschichte

### Siedlungsbeginn bis zum Ende des 19. Jahrhunderts
Bahnitz beziehungsweise die Umgebung war spätestens seit der vorrömischen Eisenzeit besiedelt. Mehrere Gräberfelder aus jener Zeit wurden gefunden. Unmittelbar an der Havel wurde eine slawische Siedlungsstelle entdeckt, an der verschiedene Scherben und eiserne Sicheln gefunden wurden. Weiterhin liegen mehrere slawische Gräber in der Nähe von Bahnitz.
Erstmals erwähnt wurde das Dorf als „Banthyz“ in einer Urkunde des Bistums Brandenburg vom 4. April 1225. Daraus kann abgeleitet werden, dass es in dieser Zeit bereits ein Kirchengebäude im Ort gegeben hat.
Laut den Lehnsregistern des 14. Jahrhunderts des Erzbistums Magdeburg war die Familie von Byern Besitzer des Dorfes. Weitere Lehnsnehmer waren Mitglieder der Familie von Plotho. Die Familie von Plotho besaß das Dorf wohl spätestens seit dem 15. Jahrhundert. Später fiel das Dorf offenbar vorübergehend wüst.
Weitere Besitzer Bahnitz' waren in der folgenden Zeit Brüder aus dem Haus von Arnim und Angehörige aus der Familie von der Recke. Die Kirche wurde Filialkirche der Dorfkirche Nitzahn. Das Rittergut ging in den Besitz der Gutsherren des Gutes Kützkow.

### 20. und 21. Jahrhundert
Am 20. Juli 1950 wurde die bis dahin eigenständige Gemeinde Bahnitz nach Möthlitz eingemeindet.
Möthlitz wurde im Jahr 2004 in die Großgemeinde Milower Land eingegliedert wurde.

## Wappen
| | Blasonierung: „Silbern-blau durch erhöhten Wellenschnitt geteilt, oben drei grün-gestielte und -beblätterte schwarze Rohrkolben abwechselnd mit vier paarigen grünen Schilfblättern; unten eine vorwärtsgekehrte silberne Nixe mit geschlossenen Augen und wallenden goldenen Haaren mit nach links gekehrtem geschuppten Schwanz, das Kinn in die Hände gestützt.“ |
| Das Wappen wurde vom Heraldiker Jörg Mantzsch aus Magdeburg gestaltet und am 18. Dezember 2012 unter der Registratur 9 ST in die Deutsche Ortswappenrolle (DOWR) des HEROLD eingetragen und dokumentiert. Gestiftet wurde es vom Kulturverein Milower Land e. V., um es als Symbol der örtlich-lokalen Identität außerhalb von Amtshandlungen zu führen. | |

## Sehenswürdigkeiten und Tourismus

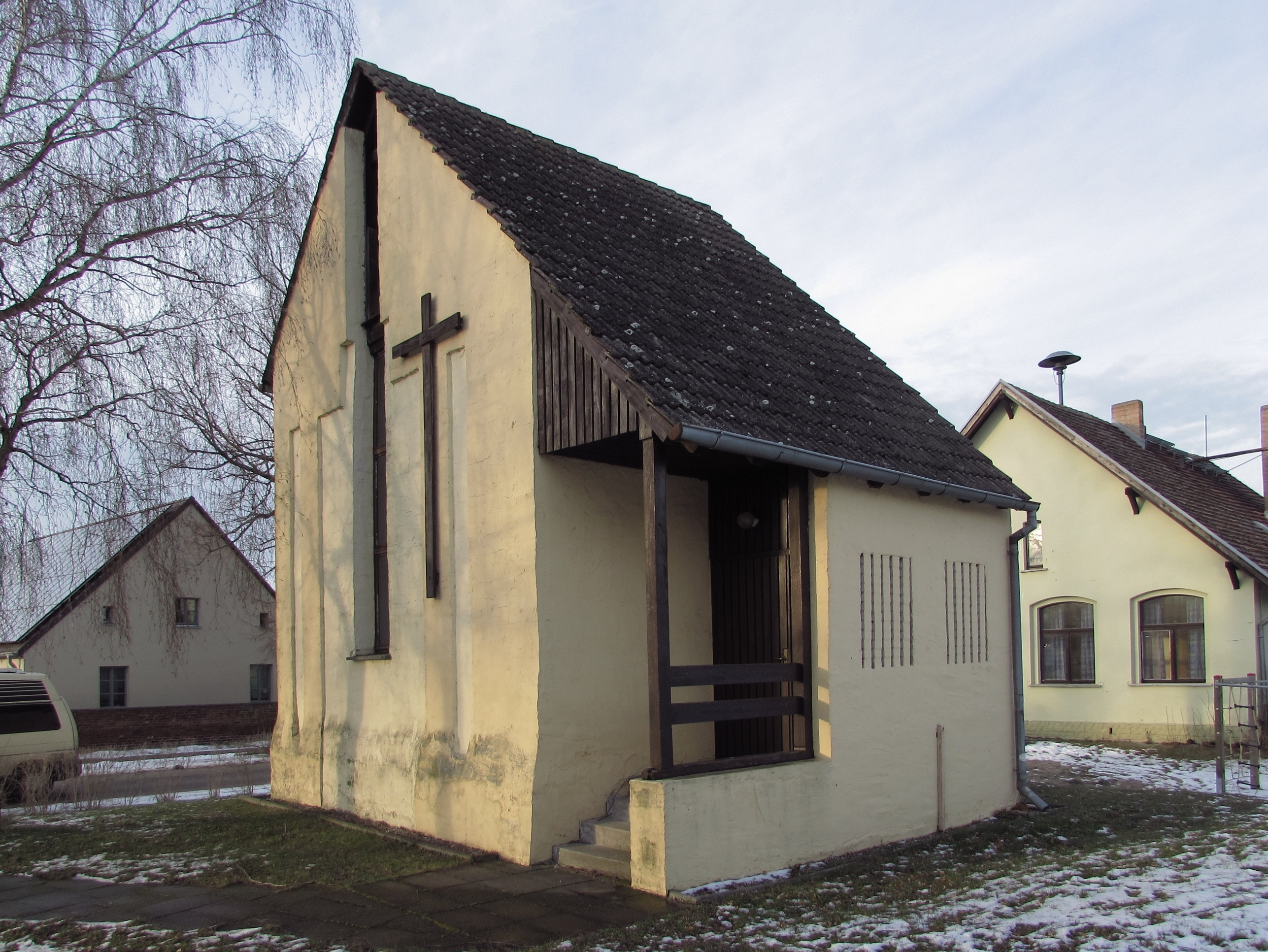
Dorfkirche in Bahnitz

- Die im 21. Jahrhundert vorhandene steinerne Kirche wurde 1982 nach Entwürfen des Potsdamer Architekten Albert Simsa neu gebaut. Zuvor musste das 1782 eingeweihte Gotteshaus wegen Baufälligkeit abgerissen werden. Dieses hatte

mehrere Vorgängerbauten. In der Glockenstube im Giebelbereich sind zwei Bronzeglocken der vorherigen Kirche erhalten, sie stammen aus den Jahren 1505 und 1590.
- Bei Bahnitz liegen die Havelschleusen Schleuse Bahnitz und Kahnschleuse Bahnitz, die eine Passage der zugehörigen Staustufe ermöglichen.
- Unmittelbar in Bahnitz direkt an der Havel befindet sich ein Rastplatz für Wasserwanderer und Sportbootfahrer.
- Die Havel in Bahnitz und angrenzende Bereiche gehören zum Naturschutzgebiet Untere Havel Süd.